# Мироненко, Роман Юрьевич
Рома́н Ю́рьевич Миро́ненко (укр. Роман Юрійович Мироненко; 13 июня 1990, Днепропетровск, Украинская ССР, СССР) — украинский футболист, полузащитник.

## Игровая карьера
Воспитанник футбольной школы днепропетровского «Днепра». Первые тренеры Б. Д. Подорожняк, А. И. Садовников, А. А. Чистяков. Во взрослом футболе дебютировал весной 2008 года в составе дублёров ахтырской команды «Нефтяник-Укрнафта», где сыграл в 8 играх, забил 1 гол. Летом того же года перешёл в черкасский «Днепр». В этой команде восемнадцатилетний футболист стал регулярно появляться в составе, проводя на поле в каждом из своих 14 матчей около тайма. С 2009 по 2012 — три года провёл в алчевской «Стали».
Зимой 2013 года, пребывая на просмотре в одной из команд, получил повреждение спины, из-за чего около трёх месяцев находился вне футбола. В середине апреля получил приглашение от краматорского «Авангарда», с которым и заключил контракт, окончательно не вылечив спину. В составе краматорской команды сыграл по тайму в двух играх, и в летнее межсезонье перешёл в «Славутич» (Черкассы). В составе этого клуба 7 мая 2014 года играл в полуфинале Кубка Украины против донецкого «Шахтёра».
Летом 2014 года Мироненко перешел в днепродзержинскую «Сталь», где выступал до окончания года. В январе 2015 года был приглашён на просмотр в грузинский «Гагра», после чего заключил с командой контракт. По окончании сезона покинул клуб из за окончания срока контракта. С июля 2016 года до его окончания выступал в клубе «Кафа», который выступает в Премьер-лиге Крымского футбольного союза под эгидой УЕФА. 1 марта 2017 года подписал контракт с «Буковиной», в которой выступал до окончания 2016/17 сезона.
В феврале 2018 года стал игроком клуба «Нефтяник-Укрнефть», который по завершении 2017/18 сезона покинул, в связи с его расформированием. Однако уже вскоре второй раз в карьере стал игроком перволигового грузинского клуба: «Мерани» (Мартвили). Зимой 2019 года после возвращения из Грузии заключил контракт с «Горняком-Спорт», который тоже выступал во втором по силе дивизионе. Покинул клуб в маё 2019 года и стал выступать на любительском уровне.

## Достижения
- Полуфиналист Кубка Украины (1): 2013/14
- Серебряный призёр Первой лиги Украины (1): 2014/15 (1-я ч. с.)
- Бронзовый призёр Первой лиги Украины (2): 2009/10, 2010/11
- Бронзовый призёр Первой лиги Грузии (1): 2014/15